# Volta de Ciclismo Internacional do Estado de São Paulo 2011
A Volta Ciclística Internacional do Estado de São Paulo 2011 (também chamado Tour do Brasil) foi a 8ª edição da competição ciclística profissional por etapas realizada no estado de São Paulo, disputada de 16 a 23 de Outubro de 2011. A competição teve 8 etapas, percorrendo uma distância total de 962 kms. A competição foi um evento 2.2 no circuito UCI America Tour.

## Classificação e Bonificações
A Classificação Geral Individual é a principal da competição. É atribuída calculando-se o tempo total gasto por cada corredor, isto é, adicionando-se os tempos de cada etapa. O corredor com o menor tempo é considerado o líder no momento, e, ao final do evento, é declarado o vencedor geral do Tour. Durante a corrida, o líder da classificação geral usa uma camisa amarela. Nesta edição da competição, bônus de 10, 6 e 4 segundos são dados aos 3 primeiros colocados de cada etapa. Bônus de 3, 2 e 1 segundos são dados aos 3 primeiros ciclistas em cada meta volante.
 A camisa verde é atribuída ao líder da Classificação por Pontos, ou metas, que podem ser conquistados no fim das etapas ou durante estas através das metas volantes. Os 5 primeiros colocados em cada etapa recebem 10, 7, 5, 3 e 2 pontos, respectivamente. Os 3 primeiros ciclistas em cada meta volante recebem 5, 3 e 2 pontos.
 Ao líder da Classificação de Montanha, na edição 2011, é atribuída a camiseta azul. No topo das subidas categorizadas da Volta, atribuem-se pontos aos primeiros a chegar no topo; quem tiver mais pontos é o líder de montanha. Na Volta de São Paulo 2011, as subidas eram classificadas em 3 categorias. Os primeiros 3 ciclistas a atingir o ápice de cada subida recebem pontos para a classificação de montanha de acordo com a categoria:
- Categoria 1: 9, 7, 6 pts
- Categoria 2: 7, 5, 4 pts
- Categoria 3: 5, 3, 2 pts

Por fim, a Classificação de Equipes soma os tempos dos 3 primeiros ciclistas de cada equipe em cada etapa.

## Etapas e Resultados

### Etapa 1:MaríliaaBauru
Realizada domingo, 16 de Outubro de 2011. A etapa percorreu 114 kms.
|   | País   | Ciclista           | Equipe                                    | Tempo    |
| - | ------ | ------------------ | ----------------------------------------- | -------- |
| 1 | Brasil | Antonio Nascimento | Funvic - Pindamonhangaba                  | 2h21'48" |
| 2 | Brasil | Alex Diniz         | Padaria Real - Caloi - Céu Azul Alimentos | m.t.     |
| 3 | Brasil | Joel Prado         | Refactor - PZ Racing                      | m.t.     |

|   | País   | Ciclista           | Equipe                                    | Tempo    |
| - | ------ | ------------------ | ----------------------------------------- | -------- |
| 1 | Brasil | Antonio Nascimento | Funvic - Pindamonhangaba                  | 2h21'37" |
| 2 | Brasil | Alex Diniz         | Padaria Real - Caloi - Céu Azul Alimentos | +0'05    |
| 3 | Brasil | Joel Prado         | Refactor - PZ Racing                      | +0'05    |

### Etapa 2:BauruaSão Carlos
Realizada segunda-feira, 17 de Outubro de 2011. Esta etapa percorreu 180 km.
|   | País   | Ciclista       | Equipe                                    | Tempo    |
| - | ------ | -------------- | ----------------------------------------- | -------- |
| 1 | Brasil | José Eriberto  | Padaria Real - Caloi - Céu Azul Alimentos | 4h24'57" |
| 2 | Brasil | Daniel Rogelin | Clube de Ciclismo São José dos Campos     | +1'49    |
| 3 | Brasil | Flavio Reblin  | GRCE Memorial - Santos                    | m.t.     |

|   | País   | Ciclista       | Equipe                                    | Tempo    |
| - | ------ | -------------- | ----------------------------------------- | -------- |
| 1 | Brasil | José Eriberto  | Padaria Real - Caloi - Céu Azul Alimentos | 6h46'33" |
| 2 | Brasil | Daniel Rogelin | Clube de Ciclismo São José dos Campos     | +2'02    |
| 3 | Brasil | Flavio Reblin  | GRCE Memorial - Santos                    | +2'03    |

### Etapa 3:São Carlos:Contra-RelógioIndividual
Realizada terça-feira, 18 de Outubro de 2011. Esta etapa foi um contra-relógio individual de 23 km.
|   | País      | Ciclista       | Equipe                                    | Tempo  |
| - | --------- | -------------- | ----------------------------------------- | ------ |
| 1 | Brasil    | Flávio Cardoso | Funvic - Pindamonhangaba                  | 30'58" |
| 2 | Argentina | Edgardo Simon  | Padaria Real - Caloi - Céu Azul Alimentos | +0'52  |
| 3 | Brasil    | Elton Silva    | São Lucas Saúde - Giant                   | +0'53  |

|   | País      | Ciclista       | Equipe                                    | Tempo    |
| - | --------- | -------------- | ----------------------------------------- | -------- |
| 1 | Brasil    | José Eriberto  | Padaria Real - Caloi - Céu Azul Alimentos | 7h18'30" |
| 2 | Brasil    | Flávio Cardoso | Funvic - Pindamonhangaba                  | +1'06    |
| 3 | Argentina | Edgardo Simon  | Padaria Real - Caloi - Céu Azul Alimentos | +3'31    |

### Etapa 4:Rio ClaroaSorocaba
Realizada quarta-feira, 19 de Outubro de 2011. Esta etapa percorreu 180 km.
|   | País      | Ciclista         | Equipe                                    | Tempo    |
| - | --------- | ---------------- | ----------------------------------------- | -------- |
| 1 | Brasil    | Roberto Pinheiro | Funvic - Pindamonhangaba                  | 4h15'28" |
| 2 | Argentina | Edgardo Simon    | Padaria Real - Caloi - Céu Azul Alimentos | m.t.     |
| 3 | Brasil    | Flávio Cardoso   | Funvic - Pindamonhangaba                  | m.t.     |

|   | País      | Ciclista       | Equipe                                    | Tempo     |
| - | --------- | -------------- | ----------------------------------------- | --------- |
| 1 | Brasil    | José Eriberto  | Padaria Real - Caloi - Céu Azul Alimentos | 11h33'58" |
| 2 | Brasil    | Flávio Cardoso | Funvic - Pindamonhangaba                  | +1'02     |
| 3 | Argentina | Edgardo Simon  | Padaria Real - Caloi - Céu Azul Alimentos | +3'25     |

### Etapa 5:SorocabaaAtibaia
Realizada quinta-feira, 20 de Outubro de 2011. Esta etapa percorreu 140 km.
|   | País      | Ciclista            | Equipe                   | Tempo    |
| - | --------- | ------------------- | ------------------------ | -------- |
| 1 | Brasil    | Halysson Ferreira   | Velo - Seme Rio Claro    | 3h47'49" |
| 2 | Brasil    | Breno Sidoti        | Funvic - Pindamonhangaba | +0'02    |
| 3 | Dinamarca | John Kronborg Ebsen | Dinamarca                | m.t.     |

|   | País   | Ciclista       | Equipe                                    | Tempo     |
| - | ------ | -------------- | ----------------------------------------- | --------- |
| 1 | Brasil | José Eriberto  | Padaria Real - Caloi - Céu Azul Alimentos | 15h22'51" |
| 2 | Brasil | Flávio Cardoso | Funvic - Pindamonhangaba                  | +0'55     |
| 3 | Brasil | Breno Sidoti   | Funvic - Pindamonhangaba                  | +3'05     |

### Etapa 6:AtibaiaaPindamonhangaba
Realizada sexta-feira, 21 de Outubro de 2011. Esta etapa percorreu 183 km.
|   | País      | Ciclista         | Equipe                                    | Tempo    |
| - | --------- | ---------------- | ----------------------------------------- | -------- |
| 1 | Brasil    | Roberto Pinheiro | Funvic - Pindamonhangaba                  | 4h21'45" |
| 2 | Argentina | Edgardo Simon    | Padaria Real - Caloi - Céu Azul Alimentos | m.t.     |
| 3 | Brasil    | Flávio Cardoso   | Funvic - Pindamonhangaba                  | m.t.     |

|   | País   | Ciclista       | Equipe                                    | Tempo     |
| - | ------ | -------------- | ----------------------------------------- | --------- |
| 1 | Brasil | José Eriberto  | Padaria Real - Caloi - Céu Azul Alimentos | 19h44'45" |
| 2 | Brasil | Flávio Cardoso | Funvic - Pindamonhangaba                  | +0'42     |
| 3 | Brasil | Breno Sidoti   | Funvic - Pindamonhangaba                  | +2'56     |

### Etapa 7:PindamonhangabaaCampos do Jordão
Etapa de montanha realizada sábado, 22 de Outubro de 2011. Esta etapa percorreu 62 km.
|   | País    | Ciclista         | Equipe                 | Tempo    |
| - | ------- | ---------------- | ---------------------- | -------- |
| 1 | Brasil  | Diego Ares       | GRCE Memorial - Santos | 1h42'22" |
| 2 | Equador | Jorge Montenegro | Panavial               | +0'08    |
| 3 | Brasil  | Alan Maniezzo    | Altolim - Assis - Amea | +0'10    |

|   | País   | Ciclista       | Equipe                                    | Tempo     |
| - | ------ | -------------- | ----------------------------------------- | --------- |
| 1 | Brasil | José Eriberto  | Padaria Real - Caloi - Céu Azul Alimentos | 21h27'43" |
| 2 | Brasil | Flávio Cardoso | Funvic - Pindamonhangaba                  | +0'42     |
| 3 | Brasil | Tiago Fiorilli | Funvic - Pindamonhangaba                  | +3'21     |

### Etapa 8:JundiaíaSão Paulo
Realizada domingo, 23 de Outubro de 2011. Esta etapa percorreu 70 km.
| Resultado Etapa 8 \| \| País \| Ciclista \| Equipe \| Tempo \| \| - \| ---- \| ---------------- \| ----------------------------------------- \| -------- \| \| 1 \| \| Roberto Pinheiro \| Funvic - Pindamonhangaba \| 1h06'37" \| \| 2 \| \| Daniel Rogelin \| Clube de Ciclismo São José dos Campos \| m.t. \| \| 3 \| \| Edgardo Simon \| Padaria Real - Caloi - Céu Azul Alimentos \| m.t. \| |           |                  |                                           |          |
| | País      | Ciclista         | Equipe                                    | Tempo    |
| 1 | Brasil    | Roberto Pinheiro | Funvic - Pindamonhangaba                  | 1h06'37" |
| 2 | Brasil    | Daniel Rogelin   | Clube de Ciclismo São José dos Campos     | m.t.     |
| 3 | Argentina | Edgardo Simon    | Padaria Real - Caloi - Céu Azul Alimentos | m.t.     |

## Resultados Finais
| Classificação Geral após Etapa 8 (Resultado final) \| \| País \| Ciclista \| Equipe \| Tempo \| \| --- \| ---- \| ------------------- \| ----------------------------------------- \| --------- \| \| 1 \| \| José Eriberto \| Padaria Real - Caloi - Céu Azul Alimentos \| 22h34'19" \| \| 2 \| \| Flávio Cardoso \| Funvic - Pindamonhangaba \| +0'41 \| \| 3 \| \| Tiago Fiorilli \| Funvic - Pindamonhangaba \| +3'22 \| \| 4 \| \| Diego Ares \| GRCE Memorial - Santos \| +3'32 \| \| 5 \| \| André Pulini \| São Lucas Saúde - Giant \| +4'12 \| \| DSQ \| \| Elton Silva[n 1] \| São Lucas Saúde - Giant \| +4'20 \| \| 6 \| \| Willian Chiarello \| Velo - Seme Rio Claro \| +4'52 \| \| 7 \| \| Cleberson Weber \| Clube DataRo de Ciclismo \| +5'13 \| \| 8 \| \| Antonio Nascimento \| Funvic - Pindamonhangaba \| +5'22 \| \| 9 \| \| Edgardo Simon \| Padaria Real - Caloi - Céu Azul Alimentos \| +5'36 \| \| 10 \| \| John Kronborg Ebsen \| Equipe Nacional da Dinamarca \| +6'16 \| |           |                     |                                           |           |
| | País      | Ciclista            | Equipe                                    | Tempo     |
| 1 | Brasil    | José Eriberto       | Padaria Real - Caloi - Céu Azul Alimentos | 22h34'19" |
| 2 | Brasil    | Flávio Cardoso      | Funvic - Pindamonhangaba                  | +0'41     |
| 3 | Brasil    | Tiago Fiorilli      | Funvic - Pindamonhangaba                  | +3'22     |
| 4 | Brasil    | Diego Ares          | GRCE Memorial - Santos                    | +3'32     |
| 5 | Brasil    | André Pulini        | São Lucas Saúde - Giant                   | +4'12     |
| DSQ | Brasil    | Elton Silva         | São Lucas Saúde - Giant                   | +4'20     |
| 6 | Brasil    | Willian Chiarello   | Velo - Seme Rio Claro                     | +4'52     |
| 7 | Brasil    | Cleberson Weber     | Clube DataRo de Ciclismo                  | +5'13     |
| 8 | Brasil    | Antonio Nascimento  | Funvic - Pindamonhangaba                  | +5'22     |
| 9 | Argentina | Edgardo Simon       | Padaria Real - Caloi - Céu Azul Alimentos | +5'36     |
| 10 | Dinamarca | John Kronborg Ebsen | Equipe Nacional da Dinamarca              | +6'16     |

|   | País      | Ciclista         | Equipe                                    | Pontos |
| - | --------- | ---------------- | ----------------------------------------- | ------ |
| 1 | Brasil    | Roberto Pinheiro | Funvic - Pindamonhangaba                  | 52 pts |
| 2 | Brasil    | Flávio Cardoso   | Funvic - Pindamonhangaba                  | 31 pts |
| 3 | Argentina | Edgardo Simon    | Padaria Real - Caloi - Céu Azul Alimentos | 29 pts |

|   | País   | Ciclista           | Equipe                   | Pontos |
| - | ------ | ------------------ | ------------------------ | ------ |
| 1 | Brasil | Diego Ares         | GRCE Memorial - Santos   | 19 pts |
| 2 | Brasil | Antonio Nascimento | Funvic - Pindamonhangaba | 18 pts |
| 3 | Brasil | Jocemildo Pereira  | ADF Liniers              | 11 pts |

| Classificação de Equipes após Etapa 8 (Resultado final) \| \| País \| Equipe \| Tempo \| \| - \| ---- \| ----------------------------------------- \| --------- \| \| 1 \| \| Funvic - Pindamonhangaba \| 67h49'17" \| \| 2 \| \| São Lucas Saúde - Giant \| +7'59 \| \| 3 \| \| Padaria Real - Caloi - Céu Azul Alimentos \| +10'03 \| |        |                                           |           |
| | País   | Equipe                                    | Tempo     |
| 1 | Brasil | Funvic - Pindamonhangaba                  | 67h49'17" |
| 2 | Brasil | São Lucas Saúde - Giant                   | +7'59     |
| 3 | Brasil | Padaria Real - Caloi - Céu Azul Alimentos | +10'03    |

## Evolução dos Líderes
| Etapa | Vencedor           | Classificação Geral | Classificação de Pontos | Classificação de Montanha | Classificação por Equipes                 |
| ----- | ------------------ | ------------------- | ----------------------- | ------------------------- | ----------------------------------------- |
| 1     | Antonio Nascimento | Antonio Nascimento  | Antonio Nascimento      | Antonio Nascimento        | Funvic - Pindamonhangaba                  |
| 2     | José Eriberto      | José Eriberto       | José Eriberto           | José Eriberto             | Padaria Real - Caloi - Céu Azul Alimentos |
| 3     | Flávio Cardoso     | José Eriberto       | Flávio Cardoso          | José Eriberto             | Padaria Real - Caloi - Céu Azul Alimentos |
| 4     | Roberto Pinheiro   | José Eriberto       | Flávio Cardoso          | Jocemildo Pereira         | Padaria Real - Caloi - Céu Azul Alimentos |
| 5     | Halysson Ferreira  | José Eriberto       | Roberto Pinheiro        | Jocemildo Pereira         | Funvic - Pindamonhangaba                  |
| 6     | Roberto Pinheiro   | José Eriberto       | Roberto Pinheiro        | Antonio Nascimento        | Funvic - Pindamonhangaba                  |
| 7     | Diego Ares         | José Eriberto       | Roberto Pinheiro        | Diego Ares                | Funvic - Pindamonhangaba                  |
| 8     | Roberto Pinheiro   | José Eriberto       | Roberto Pinheiro        | Diego Ares                | Funvic - Pindamonhangaba                  |
| Final | Final              | José Eriberto       | Roberto Pinheiro        | Diego Ares                | Funvic - Pindamonhangaba                  |